# 에바 가보르
에바 가보르(Eva Gabor, 1919년 2월 1일 ~ 1995년 7월 4일)는 미국의 배우이다.

## 출연 작품
- 생쥐 구조대 2 (1990)
- 꿈꾸는 낙원 (1978)
- 사랑의 유람선 (1977)
- 생쥐 구조대 (1977)
- 뉴 카인드 오브 러브 (1963)
- 지지 (1958)
- 물 가까이 가지 마라 (1957)
- 마이 맨 갓프리 (1957)
- 아티스트 & 모델 (1955)
- 클라이막스! (1954)
- 내가 마지막 본 파리 (1954)
- 타잔과 노예 소녀 (1950)
- 로얄 스캔달 (1945)
- 스타 스팽글드 리듬 (1942)